# Copa Alpe Ádria de 2018-19
A Copa Alpe Ádria de 2018-19 foi a quarta edição da competição onde dezesseis equipes de seis países originalmente formada por países com regiões constituintes da Região Alpe Ádria.  
A equipe do Zlatorog Laško da Eslovénia é o atual campeão e defensor do título.

## Equipes Participantes

### Grupo A
| Pos | Clube                | J | V | D | P+ / P- | S   | Pts | Classificação |       | C/V   | KOR    | LEV    | DEC    | GRA |
| --- | -------------------- | - | - | - | ------- | --- | --- | ------------- | ----- | ----- | ------ | ------ | ------ | --- |
| 1   | Egis Körmend         | 6 | 4 | 2 | 543/468 | 75  | 10  | playoffs      | KOR   |       | 106-81 | 103-78 | 101-69 |     |
| 2   | Levicki Patrioti     | 6 | 4 | 2 | 499/473 | 26  | 10  | playoffs      | LEV   | 82-79 |        | 95-67  | 90-68  |     |
| 3   | Armex Děčín          | 6 | 4 | 2 | 486/499 | -13 | 10  |               | DEC   | 87-70 | 77-70  |        | 86-76  |     |
| 4   | UBSC Raiffeisen Graz | 6 | 0 | 6 | 445/533 | -88 | 6   | GRA           | 71-84 | 76-81 | 85-91  |        |        |     |

### Grupo B
| Pos | Clube                | J | V | D | P+ / P- | S    | Pts | Classificação |       | C/V   | OSI   | PRA    | POL   | TRA |
| --- | -------------------- | - | - | - | ------- | ---- | --- | ------------- | ----- | ----- | ----- | ------ | ----- | --- |
| 1   | Vrijednosnice Osijek | 6 | 4 | 2 | 503/441 | 62   | 10  | playoffs      | OSI   |       | 86-69 | 110-86 | 87-61 |     |
| 2   | USK Praha            | 6 | 4 | 2 | 478/406 | 72   | 10  | playoffs      | PRA   | 78-67 |       | 76-68  | 87-45 |     |
| 3   | Hopsi Polzela        | 6 | 4 | 2 | 495/467 | 28   | 10  |               | POL   | 82-76 | 93-91 |        | 84-42 |     |
| 4   | Traiskirchen Lions   | 6 | 0 | 6 | 332/494 | -162 | 6   | TRA           | 65-77 | 47-77 | 72-82 |        |       |     |

### Grupo C
| Pos | Clube                | J | V | D | P+ / P- | S   | Pts | Classificação |       | C/V   | SRK   | ZTE    | KLO   | BRN |
| --- | -------------------- | - | - | - | ------- | --- | --- | ------------- | ----- | ----- | ----- | ------ | ----- | --- |
| 1   | BC Adriaoil Skrljevo | 6 | 4 | 2 | 467/461 | 6   | 10  | playoffs      | SKR   |       | 83-75 | 100-91 | 78-74 |     |
| 2   | Zalakeramia ZTE KK   | 6 | 4 | 2 | 495/469 | 26  | 10  | playoffs      | ZTE   | 79-72 |       | 101-86 | 88-70 |     |
| 3   | Klosterneuburg Dukes | 6 | 2 | 4 | 462/487 | -25 | 8   |               | KLO   | 71-61 | 72-89 |        | 66-59 |     |
| 4   | Egoé Basket Brno     | 6 | 2 | 4 | 437/444 | -7  | 8   | BRN           | 71-73 | 86-63 | 77-76 |        |       |     |

### Grupo D
| Pos | Clube                  | J | V | D | P+ / P- | S    | Pts | Classificação |        | C/V    | GTK    | UST    | SEN   | VIE |
| --- | ---------------------- | - | - | - | ------- | ---- | --- | ------------- | ------ | ------ | ------ | ------ | ----- | --- |
| 1   | GTK Gliwice            | 6 | 5 | 1 | 568/488 | 80   | 11  | playoffs      | GTK    |        | 81-83  | 98-80  | 95-70 |     |
| 2   | Sluneta Ústí nad Labem | 6 | 4 | 2 | 527/487 | 40   | 10  | playoffs      | UST    | 76-78  |        | 106-79 | 92-66 |     |
| 3   | Šenčur                 | 6 | 3 | 3 | 545/547 | -2   | 9   |               | SEN    | 87-101 | 103-77 |        | 94-66 |     |
| 4   | Hallmann Vienna        | 6 | 0 | 6 | 473/591 | -118 | 6   | VIE           | 92-115 | 80-93  | 99-102 |        |       |     |

## Quartas de finais
A segunda equipe joga a segunda partida em casa.
| Equipe 1               | Total     | Equipe 2             | 1.º jogo | 2.º jogo |
| ---------------------- | --------- | -------------------- | -------- | -------- |
| USK Praha              | 148 – 181 | Egis Körmend         | 95 – 87  | 53 – 94  |
| Sluneta Ústí nad Labem | 165 – 174 | BC Adriaoil Skrljevo | 90 – 89  | 75 – 85  |
| Levicki Patrioti       | 190 – 135 | Vrijednosnice Osijek | 103 – 62 | 87 – 73  |
| Zalakeramia ZTE KK     | 213 - 221 | GTK Gliwice          | 114 – 93 | 99 - 128 |

## Semifinais
A segunda equipe joga a segunda partida em casa.
| Equipe 1         | Total     | Equipe 2             | 1.º jogo | 2.º jogo |
| ---------------- | --------- | -------------------- | -------- | -------- |
| Levicki Patrioti | 166 – 170 | BC Adriaoil Skrljevo | 82 - 76  | 84 - 94  |
| Egis Körmend     | 185 – 166 | GTK Gliwice          | 105 - 85 | 80 - 81  |

## Final
| Equipe 1             | Total     | Equipe 2     | 1.º jogo | 2.º jogo |
| -------------------- | --------- | ------------ | -------- | -------- |
| BC Adriaoil Skrljevo | 147 – 159 | Egis Körmend | 76 - 67  | 71 - 92  |

## Campeões
| Copa Alpe Ádria 2018-19 Campeões |
| -------------------------------- |
| Egis Körmend 1º Título           |